# Письменство княжої доби
Письменство княжих часів — пам'ятки писемності часів Київської Руси.

## Історія письменства
Історичні часи застають наших прадідів на дуже високому вже ступені культурності — з упорядкованим громадським ладом, з розробленою системою релігійних форм і культу, з зародками державного життя, навіть з деякими проблисками національної свідомості. Чи було у нас перед християнством якесь письменство, про те можемо тільки здогадуватись, бо ніяких слідів його до нас не дійшло, опріч деяких натяків та, може, уривків у старому літопису. Можна тільки напевне сказати, що письменство могло бути хоч у зачаткових формах, бо знаки для письма вже існували. Болгарський письменник кінця IX ст., чорноризець Храбр у своєму «Сказаній о письменахъ славянскихъ» пише, що слов'яни не мали раніше письма, тільки якісь риси та карби(«чертами и рjatзами читаху и гадаху, погани суще»), і аж Костянтин-філософ (св. Кирило) вигадав їм азбуку на зразок грецької з 38 літер. Звичайно, що тільки християнська зневага до поганства не дозволила Храброві оті «черты» уважати справжнім письмом, коли з них слов'яни таки читали. З другого боку, в так званих Панонських житіях св. Кирила і Мефодія записано, що в Корсуні (Херсонесі) св. Кирило знайшов не тільки чоловіка, що розмовляв «русьскою бесjatдою», а навіть книги, євангелію та псалтир, «руськими письмены» писані. Як одгук цього, в одній з пізніших пам'яток нашого письменства («Крехівська палея») вже прямо сказано, що «грамота руская явилася Богомъ дана в Корсунjat Русину, от нея же научися Философ Костянтинъ, оттуду сложивъ и написавъ книги рускым гласомъ», і наш старий книжник цілком, як на ті часи, правильний бить висновок: «се же буди вjatдомо всjatми языкы і всеми людми, яко… грамота руская никимь же явлена, но токмо самjatмь Богомь вседръжителем отцем і синомъ і святымь духомь».
що старе письменство наше мало церковно-релігійну основу, а залежало це і від духу часу, релігійного par excellence, і від поглядів на службову роль письменства в питаннях порятунку душі й від того нарешті, що виробниками й споживачами письменства були тоді здебільшого люди духовні, бо духовенство з самої професії своєї давало найбільший відсоток письменних, складало головні кадри тодішньої інтелігенції. Через те і в старому письменстві нашому, поминаючи вже навіть такі пам'ятки практичного значення, як церковно-службові книги, з одного боку, та збірки юридичних норм («Правда Русьская») з другого — найбільше маємо творів релігійно-духовного змісту: церковних казань, послань з приводу всяких церковних та морального значення справ і потреб, житій святих, подорожей у святі місця тощо. Настроєм своїм до цієї духовної літератури вельми наближаються й історичні твори, зокрема — літописи. І тільки поодинокими острівцями стоять у старому письменстві такі цілком світські твори, як «Моленіє Данила Заточника» або славне «Слово о полку Игоревjat».

## Клим Смолятич
До одного з Ларіоном типу письменників належить славний Клим Смолятич (митрополитом був р. 1147—1154), що відзначався серед сучасників своєю освітою й розумом. «Бысть книжникъ и философь тактъ, якоже в Рускои земли не бящеть», — характеризує його літописець. На жаль, літературна спадщина Смолятича не відповідає цій високій славі, бо з його творів дійшло до нас одним-одне, та й те попсоване, посланіє до пресвітера смоленського Хоми. Але посланіє це цікаве саме тим, що в ньому маємо пам'ятку про згадувану вище літературну полеміку. Смолятич десь, мабуть, у своїх писаннях зачепив був Хому, натякнувши на його невелику освіту, бо Хома дорікає своєму опонентові, що той з такими ж, як і сам, письменниками даремно несеться високо та пишається вченістю, «философ ся творя» і не на святих отців, а на Гомера, Арістотеля таПлатона посилаючись. На ці закиди Клим відповідає, що він не несеться високо і слави людської не шукає, і не од чужих письменників бере він думки, а тільки символічно св. письмо витлумачує. Пастиреві мало праведного життя; треба йому ще бути й добре освіченою людиною, бо без освіти не можна давати лад у церкві і навіть св. письмо розуміти. В св. письмі чимало є такого, що не треба розуміти буквально, а тільки символічно — «пытати по тонку»; далі Смолятич дає кілька зразків такого символічного тлумачення. Цікаво, що тут Смолятич посилається на гурток київських «мужей, имже єсть самовидець», що відзначалися великою наукою. Виходить, що була тоді у Києві школа невідомих нам тепер учених людей, з-поміж яких випадком дійшло до нас тільки ім'я самого Смолятича.

## Релігійне письменство
До релігійного письменства наближаються й описи подорожей до святих місць, хоч деякими деталями вони вже являють собою немов би перехідний етап до світських творів. Найбільш популярним з таких, сказати б, Бедекерів того часу було дуже поширене «Житіє и хожденіє Данила, руськия земли игумена», опис подорожі в святу землю, одбутої десь між р. 1093 та 1113, швидше всього на початку XII ст. Безліч списків «Хожденія» показує, що це була одна з найлюбіших в Україні книг навіть у пізніші часи. Хто він був, отой Данило-ігумен — не знати; можна тільки здогадуватись, що народився він трохи чи не в теперішній Чернігівщині, десь над річкою Сновію, бо кілька разів у своїй подорожі згадує він ту річку, порівнюючи святу ріку Йордань та околиці її з рідними околицями Снови. Ходив наш мандрівник у святу землю либонь не сам, а на чолі цілої, як він каже, «дружини», людей, цікаві прізвища яких він і наводить. Оповідаючи про диво під час великодньої служби біля гробу Христового, Данило пише, що свідками цього були «вься дружина моя, Русьстіи сынове, приключивиеся тогда Новгородьци и Кыяне: Сjatдеславъ Иваньковичь, Горослав Михалковичь, Кашкыча два и иніи мнози». Просто, без зайвих слів, без жодної фрази, але дуже докладно, оповідає автор про свою подорож до святої землі й по ній, не забуваючи подати й деякі відомості про природу тієї землі, її флору та фауну, прикрашаючи це своїми простодушними міркуваннями з приводу всяких святих речей, легендами та місцевими переказами. Кожну річ Данило описує докладно, міряє її вздовж і впоперек, подає докладкий опис Йордані.

## Пам'ятки старого письменства
Перед нами чимало пройшло пам'яток старого письменства. Вони дають образ тих літературних інтересів, якими жили наші прадіди, того духового покорму, яким живився ряд поколінь. Ці літературні пам'ятки не мали, правда, на меті суто літературних завдань, тобто не були в справжньому розумінні літературою художньою, яка має впливати на почуття читачів образами, натхненням творчості. Вони іншу мали, суто практичну мету, і коли великою частиною задовольняли й літературні інтереси, то робили це між іншим, незалежно від авторських замірів.